# استان اوئاروچیری
استان اوئاروچیری (به اسپانیایی: Provincia de Huarochirí) یک استان در پرو است که در منطقه لیما واقع شده‌است. استان اوئاروچیری ۵٬۶۵۷٫۹۳ کیلومتر مربع مساحت و ۵۸٬۱۴۵ نفر جمعیت دارد و ۲٬۳۷۸ متر بالاتر از سطح دریا واقع شده‌است.